# Brachyscome eriogona
Brachyscome eriogona là một loài thực vật có hoa trong họ Cúc. Loài này được (J.M.Black) G.L.Davis mô tả khoa học đầu tiên năm 1948.